# Charanyca
Charanyca là một chi bướm đêm thuộc họ Noctuidae.

## Các loài
- Charanyca apfelbecki (Rebel, 1901)
- Charanyca docilis (Walker, 1857)
- Charanyca ferrosqualida Simonyi, 1996
- Charanyca ferruginea – Brown Rustic (Esper, [1785])
- Charanyca trigrammica – Treble Lines (Hufnagel, 1766)

## Hình ảnh

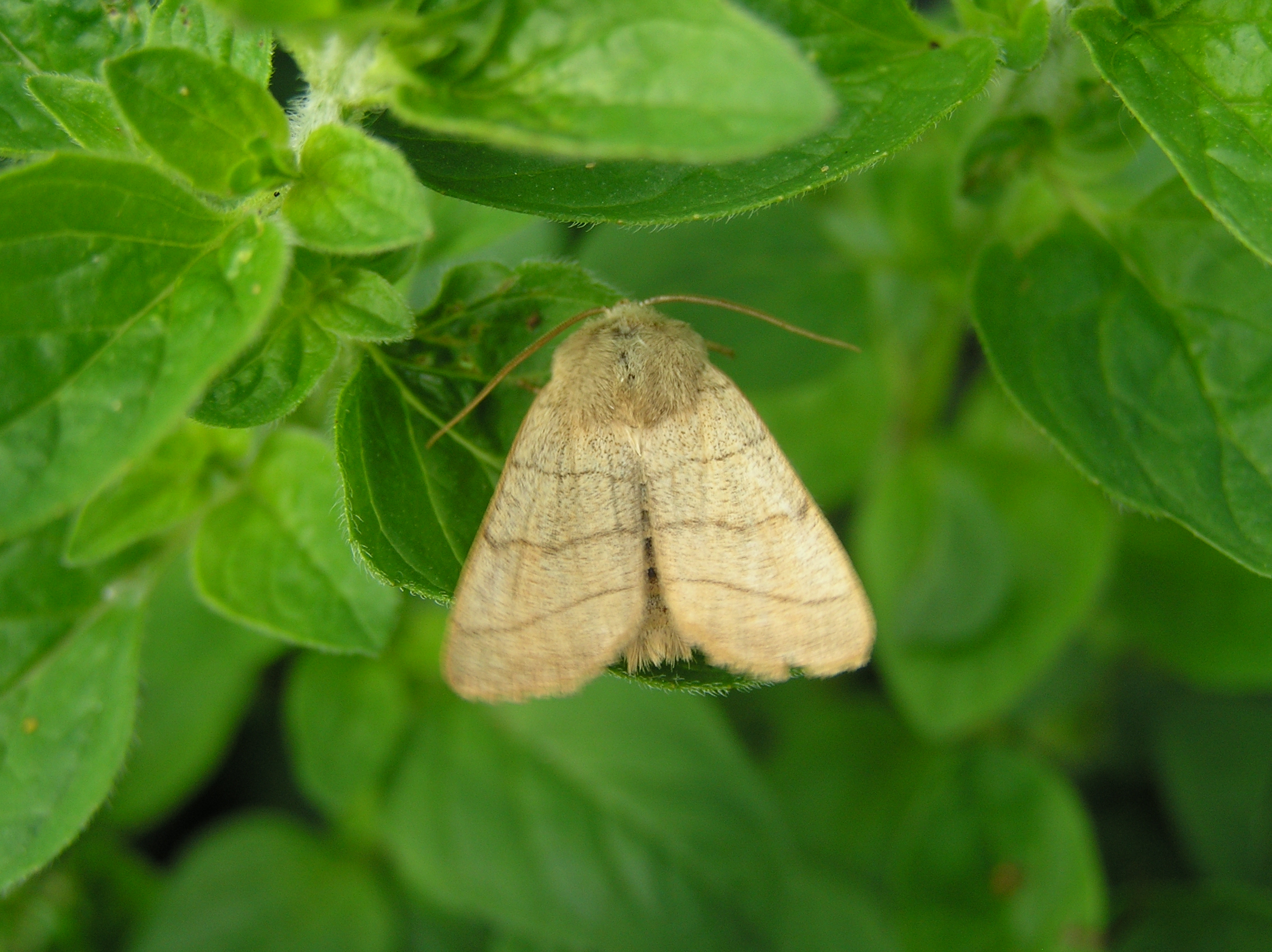